# Larry Buhler
Lawrence A. Buhler, detto Larry (Windom, 28 maggio 1917 – 21 agosto 1990), è stato un giocatore di football americano statunitense che ha giocato nei ruoli di fullback e halfback nella National Football League (NFL). Al college giocò a football all'Università del Minnesota.

## Carriera professionistica
Buhler fu scelto dai Green Bay Packers come nono assoluto nel Draft NFL 1939. Nella sua stagione da rookie disputò 11 partite, vincendo il campionato NFL battendo in finale i New York Giants 27-0. Nelle due stagioni successive disputò un totale di 10 partite, ritirandosi dopo la stagione 1941. Nel 1993 fu eretta una statua di Buhler a Cottonwood County per celebrare il suo passato come giocatore professionista.

## Vittorie e premi
- Campione NFL: 1

Green Bay Packers: 1939

## Statistiche
| Partite totali | 21  |
| Yard corse     | 121 |
| Touchdown      | 0   |